# Willem Hubert van Blijenburgh
Willem Peter Hubert van Blijenburgh (Zwolle, 11 de juliol de 1881 - Bilthoven, 14 d'octubre de 1936) va ser un tirador neerlandès que va competir durant el primer quart del segle xx. Va prendre part en cinc edicions dels Jocs Olímpics, en les quals guanyà tres medalles de bronze.
El 1906, a Atenes i el 1908, a Londres, tingué un paper discret, amb set proves disputades i en què sols destaca la cinquena posició d'espasa per equips el 1906. El 1912, als Jocs d'Estocolm va disputar tres proves i guanyà dues medalles de bronze: en espasa i sabre per equips, mentre en espasa individual quedà eliminat en sèries.
El 1920, un cop superada la Primera Guerra Mundial, disputà tres proves del programa d'esgrima als Jocs d'Anvers. Guanyà la medalla de bronze en la competició de sabre per equips, mentre en espasa per equips fou setè i en la prova individual quedà eliminat en sèries.
El 1924, a París, disputà els cinquens i darrers Jocs Olímpics, sense obtenir bons resultats.